# Кучмурадов, Анвар Хатамович
Анвар Хатамович Кучмурадов (узб. Anvar Xatamovich Kuchmurodov; 5 января 1970 года) — советский и узбекский легкоатлет, специализирующийся в беге на короткие дистанции, мастер спорта Республики Узбекистан международного класса, старший сержант Вооружённых сил Узбекистана, тренер сборной Узбекистана. Участник XXVI Летних Олимпийских игр и XXVII Летних Олимпийских игр, призёр Юношеского чемпионата Европы, призёр Чемпионата СНГ по лёгкой атлетике в помещении, призёр Чемпионата Азии.

## Карьера
В 1987 году на турнире в Гаване (Куба) занял третье место в беге на 100 метров. В 1988 году на Чемпионате мира по лёгкой атлетике среди юниоров в Садбери (Канада) в эстафете 4x100 в составе команды СССР занял пятое место. В 1989 году на Чемпионате Европы по лёгкой атлетике среди юниоров в Вараждине (Югославия) в эстафете 4x100 в составе команды СССР выиграл бронзовую медаль, а на 100 метровке был шестым.
В 1992 году на Чемпионате СНГ по лёгкой атлетике в помещении в Москве (Россия) на дистанции 60 метров выиграл бронзовую медаль с результатом 6,68 секунд. Однако в следующем году на Чемпионате мира по лёгкой атлетике в Штутгарте (Германия) выступил неудачно и не смог пройти квалификацию. В 1994 году на Чемпионате Узбекистана в Ташкенте занял первое место с лучшем временем в 9.9 секунд, а в следующем году на международных соревнованиях в Алма-Ате (Казахстан) занял лишь третье место.
В 1995 году на Чемпионате Азии по лёгкой атлетике в Джакарте (Индонезия) на дистанции 100 метров выиграл серебряную медаль с результатом 10.43 секунд. В 1996 году на Летних Олимпийских играх в Атланте (США) на дистанции 100 метров показал не лучшее своё время в квалификации (10.71) и не прошёл в финальную часть игр.
В 1997 году в Ташкенте снова занял первое место, а в Алма-Ате был вторым. Но на Чемпионате мира по лёгкой атлетике в Афинах (Греция) снова не смог преодолеть квалификацию. В 1999 году на международных соревнованиях в Бишкеке (Кыргызстан) занял второе место. В 2000 году на Летних Олимпийских играх в Сиднее (Австралия) участвовал в эстафете 4x100 в составе команды Узбекистана, но команда не смогла пройти квалификацию. После Олимпийских игр завершил спортивную карьеру и перешёл на тренерскую работу.
Анвар Кучмурадов занимался в спортивном клубе армии, имеет звание старшего сержанта Вооружённых сил Узбекистана.
В 2011 году указом президента Узбекистана Ислама Каримова награждён медалью «Содик хизматлари учун» («За верную службу»).
В 2017 году назначен временно исполняющим обязанности главного тренера сборной Узбекистана по лёгкой атлетике.